# Чудова
Чу́дова (рос. Чудова) — присілок у складі Богдановицького міського округу Свердловської області.
Населення — 12 осіб (2010, 3 у 2002).
Національний склад станом на 2002 рік: росіяни — 100 %.